# 新薩利
50°39′57″N 28°46′15″E / 50.66583°N 28.77083°E
新薩利（烏克蘭語：Нові Сали）是烏克蘭北部的村莊，隸屬日托米爾州的日托米爾區。該村始建於1645年，面積0.47平方公里，海拔高度188米，2001年人口106，人口密度每平方公里226.5人。